# Capparis

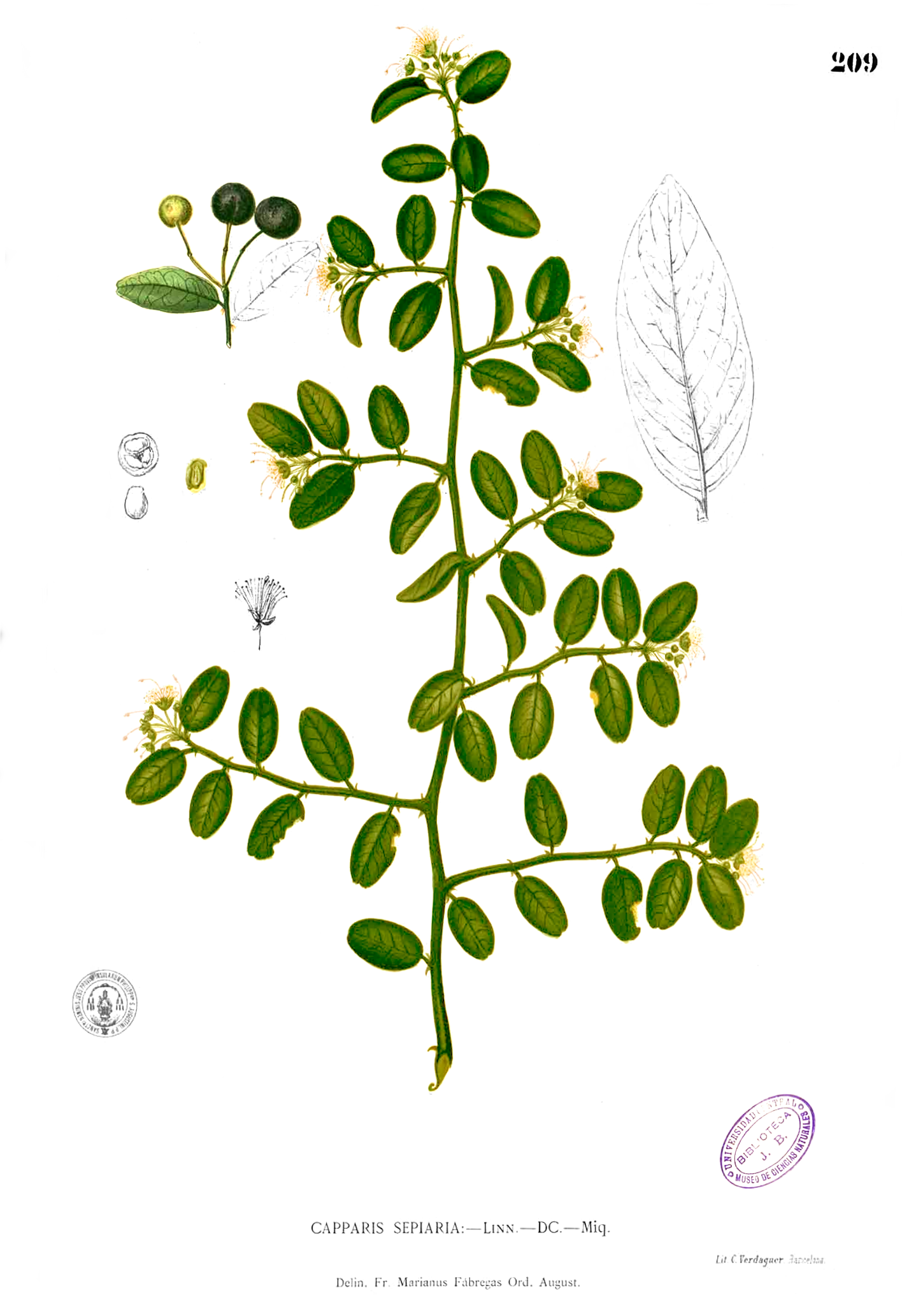
Dibujo de Capparis sepiaria, con sus partes. Francisco Manuel Blanco, En Flora de Filipinas, etc..., (1880-1883).

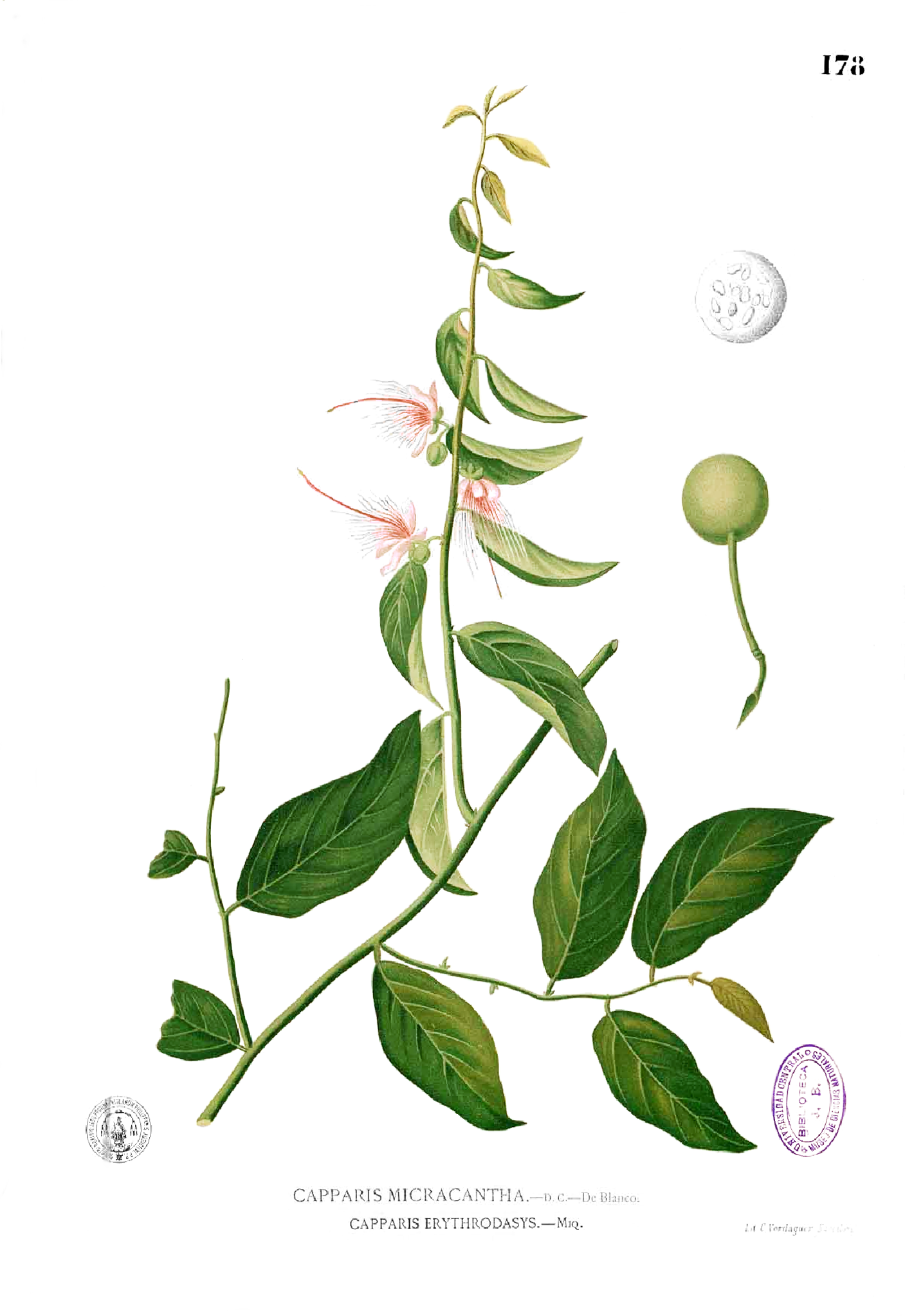
Dibujo de Capparis micracantha, con sus partes. En Francisco Manuel Blanco, Flora de Filipinas, etc..., (1880-1883).

Capparis es un género de plantas con flores con 650 especies descritas y, de estas, solo 225 aceptadas pertenecientes a la familia Capparaceae. Hay también una quincena de taxones infraespecíficos aceptados de los más de 160 descritos. Son nativas de la región mediterránea principalmente.
Son arbustos o plantas rastreras, siendo el más conocido el Capparis spinosa que produce la alcaparra.

## Descripción
Son arbustos a árboles, glabros o pubescentes con tricomas lepidoto-peltados, estrellados, equinoides, y/o cortos y simples; plantas hermafroditas. Hojas simples o 1-folioladas, enteras; pecíolos cortos a largos, a veces con pulvínulos basales y apicales; estípulas diminutas escamiformes o ausentes. Inflorescencias racemosas, corimbosas, corimboso-paniculadas compuestas o las flores solitarias y axilares, brácteas, cuando presentes, diminutas, caducas, flores actinomorfas a zigomorfas; sépalos 4, libres, valvados, imbricados o abiertos en la yema, iguales o en 2 series desiguales, frecuentemente envolviendo a un disco carnoso o cada uno abrazando a una glándula nectarífera escamiforme; pétalos convoluto-imbricados o abiertos en la yema, iguales o a veces desiguales; estambres 6 a más de 200, los filamentos adheridos en un androginóforo muy corto, discoide o cónico; pistilo generalmente sobre un ginóforo delgado, corto a alargado (en las especies nicaragüenses), las 2 placentas con pocos a numerosos óvulos campilótropos. Fruto: una silicua carnosa linear-cilíndrica a obovoide o una baya más o menos esférica, con exocarpo coriáceo suave a duro, dehiscente o tardíamente dehiscente a indehiscente, carpóforo delgado a grueso o esencialmente sésil; semillas desde una a numerosas, generalmente más o menos cocleado-reniformes (rectas sólo en una forma de Capparis incana), ariladas o sin arilo, a veces con una sarcotesta fibrosa fusionada, cotiledones generalmente muy convolutos.

## Taxonomía
E género fue descrito por Carlos Linneo  y publicado en Species Plantarum 1: 503–504. 1753.
Etimología
Capparis: nombre genérico que procede del griego: kapparis que es el nombre de la alcaparra.

## Especies seleccionadas
- Lista completa de especies, subespecies, variedades y formas:

- Capparis acacioides  Diels & O.Schwarz
- Capparis aculeata Steud.
- Capparis acuminata Wall.
- Capparis acutifolia Sweet
- Capparis acutissima Gilg & Gilg-Ben.
- Capparis arborea (F.Muell.) Maiden
- Capparis aegyptia Sieber ex C.Presl
- Capparis avicennifolia - Vichayo
- Capparis atamisquea Kuntze
- Capparis baducca (L.) Blanco - alcaparro de Filipinas[4]
- Capparis bhamoensis Raizada
- Capparis crotonantha Standl.
- Capparis crotonoides - Vichayo
- Capparis cuspidata B.S.Sun
- Capparis cynophallophora L.  – pinga de perro (Cuba)[4]
- Capparis decidua Pax
- Capparis deserti (Zohary) Täckh. & Boulos
- Capparis discolor Standl. ex Donn.Sm.
- Capparis elliptica Span.
- Capparis fascicularis DC.
  - Capparis fascicularis var. fascicularis
- Capparis flexuosa L.
- Capparis frondosa Jacq.
- Capparis grandis (L.f.) Russ ex Wall.
- Capparis hastata Jacq.
- Capparis heterophylla Ruiz & Pav. ex DC.
- Capparis hexandra S.F.Blake
- Capparis heyneana Donn.Sm.
- Capparis humistrata (F.Muell.) F.Muell.
- Capparis indica (L.) Druce
- Capparis jacobinae Moric. ex Eichler
- Capparis lasiantha R.Br. ex DC.
- Capparis linearis Jacq. - gatillo[4]
- Capparis lucida (DC.) R.Br. ex Benth.
- Capparis masaikai H.Lév.
- Capparis micracantha Teijsm. ex Miq.
- Capparis mirifica Standl.
- Capparis mitchellii Lindl.
- Capparis mollicella Standl.
- Capparis monii Wight
- Capparis muco Iltis, Cumaná, R.Delgado & Aymard
- Capparis nitida Sessé & Moc.
- Capparis nobilis (Endl.) F.Muell. ex Benth.
- Capparis odoratissima Jacq. - olivo de Cumaná[4]
- Capparis ornans F.Muell. ex Benth.
- Capparis pachyphylla M.Jacobs
- Capparis panamensis Iltis
- Capparis prisca J.F.Macbr.
- Capparis pubifolia B.S.Sun
- Capparis pyrifolia (Lam.) Wight & Arn.
- Capparis retusa Griseb. - sacha poroto
- Capparis retusella Thwaites
- Capparis roxburghii DC.
- Capparis salicifolia Hort. ex Vesque - sacha sandía
- Capparis sandwichiana DC.
- Capparis scabrida - Sapote
- Capparis sepiaria L.
  - Capparis sepiaria var. citrifolia (Lam.) Tölken
  - Capparis sepiaria var. subglabra (Oliv.) De Wolf
- Capparis shanesiana F.Muell.
- Capparis speciosa Moric. ex Eichler - sacha bola verde
- Capparis spinosa L. – Alcaparra, alcaparro, tapanera[4]
  - Capparis spinosa nummularia (DC.) Fici
- Capparis sprucei Eichler
- Capparis steyermarkii Standl.
- Capparis thozetiana (F.Muell.) F.Muell.
- Capparis tomentosa Lam.
- Capparis tweediana Eichler in Mart. - sacha membrillo
- Capparis uniflora Woodson
- Capparis zeylandica L. (= C. linearis Blanco)
- Capparis zoharyi